# بطرس الأول من قبرص
بطرس الأول من قبرص (بالإنجليزية: Peter I of Cyprus) (و. نيقوسيا، 9 أكتوبر 1328 - ت. قصر لا كافا، نيقوسيا، 17 يناير 1369)، هو ملك قبرص وحامل لقب ملك بيت المقدس منذ تنازل والده عن العرش في 24 نوفمبر 1358 حتى وفاته عام 1369. وكان أيضاً ملك أرمنيا اللاتيني من عام 1361 أو 1368. كان الابن الثاني لهيو الرابع من قبرص، أول أبنائه من زوجته الثانية أليس من ألبين. كان أيضاً حامل لقب كونت طرابلس في شبابه، عام 1346. كان أعظم ملوك قبرص من الناحية العسكرية، حيث حقق نجاحاً عسكرياً كبيراً. كان غير قادر على إنجاز الكثير من الخطط، بسبب النزاعات الداخلية التي انتهت باغتياله على أيدي ثلاثة من فرسانه.